# Napoleon Cybulski

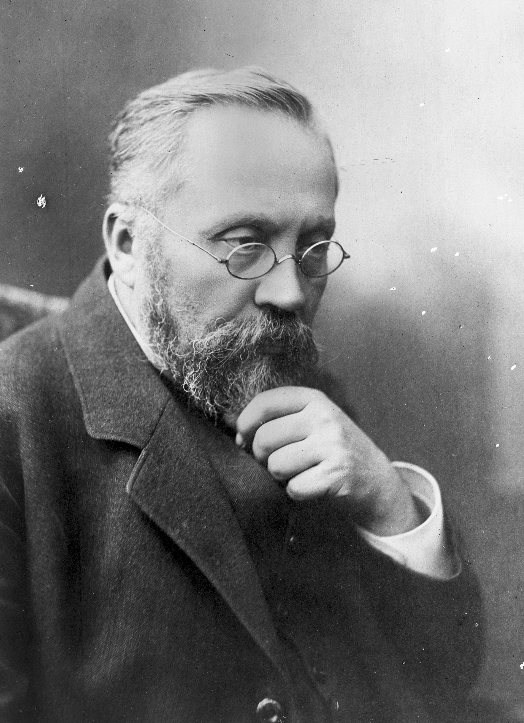
Napoleon Cybulski

Napoleon Nikodem Cybulski (sinh ngày 13 tháng 9 năm 1854 tại Krzywonosy - từ trần ngày 26 tháng 4 năm 1919 tại Kraków) là nhà sinh lý học người Ba Lan, đã khám phá ra adrenaline.
Ông là hiệu trưởng Trường Đại học Jagiellonian (Uniwersytet Jagielloński) từ năm 1904-1905, và là một trong các người tiên phong nghiên cứu khoa nội tiết học và điện não đồ.
Năm 1895, ở Trường Đại học Kraków ông cùng với sinh viên Władysław Szymonowicz là những người đầu tiên đã xác định và cách ly được một chất do tuyến thượng thận tiết ra, ngày nay gọi là adrenaline.